# Calamia flavirufa
Calamia flavirufa là một loài bướm đêm thuộc họ Noctuidae. Loài này có ở miền nam Châu Phi, bao gồm Zimbabwe và Swaziland.
- Tư liệu liên quan tới Calamia flavirufa tại Wikimedia Commons